# Hallingebergs församling
Hallingebergs församling var en församling i  Linköpings stift inom Svenska kyrkan i Västerviks kommun i Kalmar län. Församlingen uppgick 2012 i Hallingeberg-Blackstads församling.
Församlingskyrkor var Hallingebergs kyrka och Ankarsrums kyrka.

## Administrativ historik
Församlingen har medeltida ursprung. Från 1 juli 1923 till 1977 var församlingen uppdelad i två kyrkobokföringsdistrikt: Hallingebergs norra kbfd (till 1970 080601, från 1971 088313) och Hallingebergs södra kbfd (till 1970 080602, från 1971 088314). 
Församlingen utgjorde till 1973 ett eget pastorat för att från 1973 till 2012 vara moderförsamling i pastoratet Hallingeberg och Blackstad. Församlingen uppgick 2012 i Hallingeberg-Blackstads församling.

## Kyrkoherdar
| Ämbetstid | Namn                          | Levnadstid | Övrigt                          |
| --------- | ----------------------------- | ---------- | ------------------------------- |
| 1325      | Ragnerus                      |            |                                 |
| 1364      | Suno                          |            |                                 |
| 1414–1419 | Petrus                        |            |                                 |
| 1480      | Petrus                        |            |                                 |
| 1482      | Laurentius                    |            |                                 |
| 1524      | Sunon (Simon) Petri           |            |                                 |
| 1532      | Magnus Haquini                |            |                                 |
| 1590–1611 | Petrus Jonae                  | –1611      |                                 |
| 1612–1634 | Laurentius Jonae Starbeckius  | –1634      |                                 |
| 1635–1643 | Nicolaus Haquini (Holbeckius) | –1643      |                                 |
| 1644–1665 | Jonas Johannis Tremulander    | 1597–1665  |                                 |
| 1661–1662 | Benedictus Orosander          | –1662      |                                 |
| 1664–1678 | Petrus Jonae Källman          | –1678      |                                 |
| 1679–1720 | Samuel Rising                 | 1639–1722  | Avsatt 1720.                    |
| 1720–1753 | Samuel Reuserus               | 1680–1753  |                                 |
| 1755–1777 | Magnus Samuel Södersten       | 1702–1777  |                                 |
| 1777–1803 | Johan Trysén                  | 1720–1803  |                                 |
| 1803–1810 | Daniel Kernell                | 1759–1810  |                                 |
| 1810–1834 | Ulrik Kernell                 | 1761–1834  |                                 |
| 1837–1848 | Johan Peter Schoultze         | 1795–1848  |                                 |
| 1848–1859 | Israel Rosengren              | 1795–1859  |                                 |
| 1860–1881 | Paul Fredrik Watz             | 1804–1881  |                                 |
| 1882–1920 | Otto Redelius                 | 1835–1920  | Kontraktsprost och riksdagsman. |
| 1920–     | Nils Johan Natanael Andrae    | 1871–      |                                 |
| 1983–1984 | Ove Marquardt                 | 1933–      | [ 5 ]                           |

## Organister och klockare
| Verksam   | Namn                   | Levnadstid | Övrigt                |
| --------- | ---------------------- | ---------- | --------------------- |
| 1727–1738 | Samuel Johansson       |            | Klockare              |
| 1740–1758 | Daniel Andersson       |            | Organist och klockare |
| 1791–1830 | Nils Hallberg          | 1769–1840  | Organist och klockare |
| 1831–1888 | Anders Peter Petersson | 1808–1890  | Organist och klockare |
| 1888–1895 | Carl Johan Carlstedt   | 1837–      | Organist och klockare |